# Elogi de la follia
Elogi de la follia (en grec: Morias Enkomion, en llatí: Stultitiae Laus, en neerlandès: Lof der Zotheid) és un escrit del 1509 d'Erasme de Rotterdam de gran influència posterior. Va ser ideat en una estada de l'autor amb el seu amic Thomas More, a qui lloa en el text com a defensor crític del catolicisme enfront de Luter. Segueix el gènere de la sàtira de Llucià, a qui Erasme havia traduït.

## Contingut
La Follia, presentada com una dea, passa revisió a professions i conductes de l'ésser humà en un discurs narrat en primera persona. Es declara filla del déu Plutó i és acompanyada permanentment per l'Oblit, la Mandra, l'Orgull, l'Adulació, la Ignorància i altres éssers similars. Elogia la infantesa com a edat despreocupada i plena de plaer, que després s'espatlla i perd la bellesa.
Afirma que la dona té com a funció donar plaer i fer apartar l'home del camí de la intel·ligència, i aporta com a proves la seva obsessió per adornar-se per agradar les seves parelles. Llavors, critica l'amistat i el matrimoni, que s'aguanten només per mentides i per no voler veure la veritat de l'altre.
La Follia es declara responsable de causar la guerra, que regeix el destí dels humans. Els filòsofs es presenten com a antídot, usant la raó, però la història té exemples de la seva ineficàcia quan tenen el poder. Tots els individus es mouen no pas per la raó sinó pel desig de fama, que és inútil però impulsa la ciència. Aquest anhel fa que tots es mostrin amb màscares, com a actors, davant del món.
El món es presenta ple de desgràcies per als seus habitants i totes les professions són ridícules, especialment les lligades al coneixement, com els teòlegs o els metges. Per contra, els ximples i els animals són feliços. La follia és el màxim d'aquesta felicitat, però els éssers humans intenten erradicar-la amb drogues i tècniques.
Més endavant, critica l'Església, sumida en la superstició i que s'aprofita del poble, al qual ven miracles, adora relíquies i fa comerç amb la remissió dels pecats. A continuació, es burla del patriotisme, que cada nació ven exaltant una suposada virtut única. Declara que tot aquest catàleg de casos ridículs són en realitat un culte a la nació mateixa, que per tant no necessita temples com altres divinitats.
A la segona part, amplia les crítiques a cada professió, amb especial èmfasi en els religiosos i nobles, que prosperen amb la guerra i la mentida i són ximples en els seus actes quotidians. Acaba l'obra criticant els excessos comesos pels cristians, i instant a beure i viure.

## Estructura
- La primera part consisteix en la presentació de la follia (capítols I - XVIII), seguint l'exemple d'obres germàniques medievals, com la Stultifera Navis de Sebastian Brant.
- La segona part comença el catàleg de folls.
- La tercera part (capítols XXX - XXXVII) s'ocupa de veure quins són els motors de la vida humana, amb un to molt humorístic.
- La quarta part (fins al capítol LXI) és una crítica detallada dels sectors socials més importants, amb un to més pessimista i dur.
- La cinquena part proposa una tornada al veritable cristianisme.

## Anàlisi
La "follia" (alguns crítics proposen que s'hauria de traduir per "estupidesa") està acompanyada pels vicis lligats a l'hedonisme i la peresa, que busquen la complaença en el carpe diem i no miren de millorar-se. Aquesta personificació dels vicis és pròpia de l'edat mitjana amb el seu ús de l'al·legoria. El pensament d'Erasme entronca amb Epicur i Plató, ja que la meta de l'ésser humà és assolir el saber, però amb plaer; el contrari és follia i estupidesa. El procediment que usa, però, és lloar l'inrevés: el nen despreocupat, digne d'afecte i lluny de la prudència i el treball.
La sàtira funciona per acumulació del mecanisme de la cita i la comparació amb clàssics de la mitologia grecoromana, fent al·lusions directes als déus relacionats amb la vida terrenal (com Cupido o Bacus). La concepció de la guerra com a motor de canvi permanent prové d'Heràclit. Usa l'al·lusió als escriptors antics com a argument d'autoritat, fet molt comú en els escrits medievals i renaixentistes.
Tot i ser una obra renaixentista, avança moltes de les preocupacions i estils que triomfaran més endavant, durant el període barroc. Les crítiques a la dona i als seus intents per embellir-se artificialment seran un tema recurrent durant el barroc (com per exemple en les burles de Francisco de Quevedo, que anticipa també la crítica als metges). Un altre tema barroc serà concebre la vida com una representació teatral, en què tothom fingeix i és difícil destriar la realitat de l'aparença. Igualment barroc és el pessimisme sobre l'espècie humana, present a partir del capítol XXI.
Contraposa a l'intel·lectualisme moral socràtic la felicitat del neci i ignorant, similar a la dels animals i lluny de les preocupacions dels instruïts. Sovint, aquests pretesos ximples estan més a prop de la veritat, com prova l'exemple del bufó, citat al capítol XXVI, que no solament causa diversió al seu rei sinó que l'adverteix sobre el que els cortesans, plens de por i d'adulació, no gosen dir.
L'apartat en què critica el paper de l'Església recull moltes de les observacions del protestantisme i així, tot i que Erasme es pot enquadrar dins la Contrareforma, ha estat sovint llegit i imitat pels luterans: la religió contemporània ha caigut sota el domini de la bogeria, s'ha de retornar al cristianisme primitiu per alliberar-se'n. Aquesta visió negativa sobre el catolicisme renaixentista es veia reforçada per un viatge recent a Roma, on va veure el papa i els cardenals enmig de la corrupció i el luxe. Però, com és la bogeria qui hi parla, s'hi pot permetre un atac directe que, d'altra forma, seria condemnat com a heretgia.
El catàleg de bojos i la crítica de cada professió es van convertir en un exercici de retòrica habitual en el Renaixement, especialment a partir de la difusió de l'obra impresa amb il·lustracions de Hans Holbein (1511).